# Nicolau I Ludovisi
Nicolau I Ludovisi (1613-Càller 25-12-1664), era fill de Orazio Ludovisi (1561-1640) i de Flaminia Bentivoglio. El seu pare fou patrici de Bolonya, magistrat dels Anziani (1590-1595) gonfanoner del poble (1611-1617), primer duc de Fiano (1621-1664) i general de l'Església de Roma.
Nicolau I es va casar a Nàpols l'1 de maig de 1622 amb Isabella Gesualdo, princesa de Venosa, comtessa de Conza, senyora de Frigento, Montefusco, Auletta, Boiaro, Boninventre, Caggiano, Cairano, Calitri, Calvi, Caposele, Castelvetere, Castiglione, Contursi, Cossano, Fontanarosa, Gesualdo, Milone, Montefredano, Palo, Paterno, Salvia, Salvitelle, San Nazzaro, San Nicola di Calitri, San Pietro Indelicato, Sant’Agnese, Santa Menna, Sant’Angelo a Cancello, Sant’Angelo all'Esca, Sant’Angelo le Fratte, Santa Paolina, Taurasi, Teora i Torreleoncelle que era filla i hereva de Emanuele Gesualdi (o Gesualdo) i la seva dona Marta. D'aquest enllaç va tenir a la seva filla Lavinia (1627-1634), que va heretar tots el títols de la mare quan va morir el 1629.
Es va casar per segon cop el 1632 (els capítols es van fer el 30 de març de 1632) amb Polissena Appiano d'Aragona Mendoza, princesa del Piombino, filla i hereva d'Isabel del Piombino, principat que la mare havia renunciat al seu favor el 1624 però que el 1626 havia estat ocupat per un parent (Horaci del Piombino) al que Espanya havia reconegut el 1628; el seu pare era Gerardo de Mendoza, comte de Binasco. Nicolau en fou reconegut finalment príncep i investit el 24 de març de 1634 contra el pagament de més d'un milió de florins, i fou confirmat per diploma imperial de 21 d'abril de 1634. El 1635 va poder prendre possessió del feu, que li fou confirmat el 8 de novembre de 1638 amb el marquesat de Populonia i les senyories annexes (Scarlino, Populonia, Vignale, Abbadia del Fango, Suvereto, Buriano, Elba, Montecristo, Pianosa, Cerboli i Palmaiola). A més va adquirir el 16 de maig de 1636 Auletta, Conza, Caggiano, Contursi, Palo, Salovia, Salvitelle, i Sant’Angelo le Fratte in feudum tamen et uti feuda paterna e antiqua a la Regia Camara per la quantitat de 43.400 ducats. Fou també duc de Fiano, de Zagarolo i marquès de Colonna el 1640. Polissena va morir el27 d'agost de 1642 i va deixar només un fill, Filippo Gregorio Ludovisi (1633 –vers 1640) que va morir amb pocs anys de vida.
Es va casar per tercera vegada a Roma el 21 de desembre de 1644 amb Costanza Pamphili (1627-1665), filla de Pamphilio Pamphili i Olimpia Maidalchini, i germana de Camillo Pamphili, príncep de San Martino. El 1649 Nicolau I fou príncep de Salern; el 1658 fou príncep de Venosa i comte di Conza per herència dels Gasualdi o Gasualdo, procedent de la seva primera muller, abraçant aquest estats Castiglione, Fontanarossa, Frigento, Sturno, Gesualdo, Luogosano, Montefredano, Paterno, Sant’Angelo all'Esca, Calitri, Teora, Cairano, Castelvetere, Montefusco amb el casal de Calvi, San Pietro Indelicato, Sant’Angese, Sant’Angelo a Cancello, Santa Paolina i Torreleoncelle.
Fou virrei d'Aragó (1660-1662) i de Sardenya (1662-1664) càrrec que ocupava quan va morir. La seva dona va morir l'any següent el 3 de setembre de 1665. D'aquest darrer enllaç van néixer cinc fills: Joan Baptista I Ludovisi, hereu; Olímpia I Ludovisi, hereva segona; Lavinia (morta el 1682, casada amb el duc d'Atri), Nicolau (mort solter el 1665) i Hipòlita I Ludovisi, hereva tercera.